# Markgræshopper
Markgræshopper er insekter i familien Acrididae, med omkring 10.000 arter. De lever i lav vegetation eller direkte på jorden, men altid på solbeskinnede steder. Markgræshopper kan tilpasse deres farver til de områder, hvor de lever. Når de springer, kan de brede deres vinger ud, for derved at svæve et stykke. Markgræshopper lever af græs, blade og lignende.

## Udseende
Følehornene er korte og består af op til 25 led. På hovedet findes udover de to store sammensatte øjne tre biøjne. Munden er en kraftig bidemund. På bagkroppen bærer det første led et høreorgan på hver af dets sider. Høreorganet, øret, er normalt skjult af bagbenene. På sidste led af bagkroppen findes hos hunnen æglægningsskeden, der består af et par øvre og nedre læggeklapper. De bruges til at grave i jorden, hvor æggene skal lægges. Af de tre par ben er bagbenene kraftigst udviklede. Lårene er store og solide, mens skinnebenene er lange. Yderst på hver af bagskinnebenene sidder fire bevægelige torne, der stemmes i jorden, når et spring foretages. Dækvingerne er uigennemsigtige, skindagtige og holdes tagstillede i hvilestillingen. Flyvevingerne er tyndere, mere eller mindre gennemsigtige, meget bredere end dækvingerne og foldes sammen som en vifte, når de ikke bruges.

## Udvikling
Æggene lægges i Danmark hen på sommeren i jorden, hvor de overvintrer til næste års sommer omgivet af et skumagtigt sekret. Hunnen bruger læggerørets klapper til at grave med, idet klapperne stikkes ned i jorden samlet, hvorefter de åbnes, så jorden skubbes til side. Æggene er samlet i ægkapsler, der for de danske arters vedkommende normalt indeholder 6-15 æg. Æggene klækkes i maj og larverne, nymferne, udvikler sig gradvist til den voksne græshoppe gennem 4-5 hudskifter. Markgræshopper iagttages i Danmark normalt indtil oktober, sjældent november.

## Sang
Markgræshopper kan frembringe meget højfrekvente lyde. For de fleste danske arters vedkommende foregår det ved, at indersiden af deres baglår meget hurtigt stryges over forranden af dækvingerne. Begge køn kan synge hos de fleste markgræshopper. Det er hannen, der kalder på hunnen, og som venter på, at en hun skal svare. Hunnen svarer, hvis hun er modtagelig for parring, og der vil da opstå en vekselsang mellem de to køn, mens de søger at få kontakt med hinanden.

## Danske arter
Nogle af de 20 danske arter af markgræshopper:
- Hedeskratte (Bryodema tuberculata) forsvundet fra Danmark.
- Strandengsgræshoppe (Chorthippus albomarginatus)
- Syngende markgræshoppe (Chorthippus biguttulus)
- Almindelig markgræshoppe (Chorthippus brunneus)
- Jysk markgræshoppe (Chorthippus jutlandica)
- Enggræshoppe (Chorthippus parallelus)
- Almindelig vandregræshoppe (Locusta migratoria)
- Sumpgræshoppe (Mecostethus grossus)
- Køllegræshoppe (Myrmeleotettix maculatus)
- Rødbenet lynggræshoppe (Omocestus rufipes)
- Lynggræshoppe (Omocestus viridulus)